# Assoumane Adamou
Assoumane Adamou (* 1942 in Birni-N’Konni) ist ein nigrischer Beamter und Politiker.

## Leben
Assoumane Adamou besuchte von 1949 bis 1956 die Grundschule in Kalley. Anschließend machte er bis 1964 Ausbildungen an der Landwirtschaftsschule Institut Pratique de Développement Rural in Kollo, am Lycée National in Niamey und an der polytechnischen Schule Institut Polytechniques Rural in Katibougou.
Adamou trat 1964 in den Staatsdienst ein und war bis 1972 als Abteilungsleiter für landwirtschaftliche Bewässerung zuständig. Im Jahr 1967 machte er ein sechsmonatiges Praktikum zu landwirtschaftlichen Techniken in Taiwan. Er studierte von 1972 bis 1976 an der Verwaltungsschule Ecole Nationale d’Administration in Niamey. Er arbeitete dann von 1976 bis 1978 als Direktor für Verwaltungs- und Finanzangelegenheiten im nigrischen Ministerium für ländliche Entwicklung. Von September 1978 bis Juli 1979 studierte er in Paris, und zwar Verwaltungswissenschaften an der Universität Panthéon-Assas, die er mit einem Diplôme d’études supérieures spécialisées abschloss, sowie an der Verwaltungsschule Institut International d’Administration Publique.
Assoumane Adamou wirkte von 1979 bis 1981 als ständiger Sekretär des Nationalen Entwicklungsrates. In dieser Funktion war er am Aufbau der Grundlagen der „Entwicklungsgesellschaft“ beteiligt, des gesellschaftlichen Modells unter Staatschef Seyni Kountché. Danach wurde er von 1981 bis 1982 als Generalsekretär der Präfektur des Departements Diffa und von 1982 bis 1985 als Unterpräfekt des Arrondissements Téra eingesetzt. Er arbeitete von 1987 bis 1988 als Direktor für Verwaltungs- und Finanzangelegenheiten im Innenministerium. Ab Juli 1988 war Adamou erneut für den Nationalen Entwicklungsrat tätig, zunächst als dessen stellvertretender Generalsekretär und von Oktober 1988 bis Januar 1990 als Generalsekretär. Er war in führender Funktion am Aufbau der Strukturen der Einheitspartei Nationale Bewegung der Entwicklungsgesellschaft beteiligt und leitete die Vorbereitungskommission zu deren Gründungskongress. Von Januar 1990 bis September 1991 arbeitete Adamou als Präsident des Verwaltungsrates der staatlichen Bank Caisse de Prêt aux Collectivités Territoriales. Er war von 1991 bis 1995 als Inspektor für die Generalinspektion der Territorialverwaltung tätig. Von August 1995 bis Oktober 1996 leitete er als Generaldirektor die staatliche Bank Crédit du Niger und wurde anschließend wieder dem Innenministerium zugeteilt.
In der am 5. Oktober 2000 gebildeten ersten Regierung von Staatspräsident Mamadou Tandja wurde Assoumane Adamou zum Gesundheitsminister ernannt. Sein Amtsvorgänger war Maman Sani Malam Maman. In Adamous Amtszeit fiel eine schwere Meningitis-Epidemie mit 14.633 Infektionen in Niger im Jahr 2000. Im darauffolgenden Jahr kam es in Niger zu 8833 Ansteckungen und 595 Todesfällen bis zum 25. Juli 2001. Außerdem wurde das Land von der Cholera heimgesucht, mit 211 Infektionen und 38 Todesfällen im Jahr 2000 und 194 Infektionen und 16 Todesfällen im Jahr 2001. Am 17. September 2001 wurde Assoumane Adamou durch den neuen Minister für Gesundheit und den Kampf gegen Epidemien Ibrahim Koma abgelöst.